# العلاقات الإريترية الليبية
العلاقات الإريترية الليبية هي العلاقات الثنائية التي تجمع بين إريتريا وليبيا.

## مقارنة بين البلدين
هذه مقارنة عامة ومرجعية للدولتين:
| وجه المقارنة                                              | إريتريا                                      | ليبيا                                       |
| --------------------------------------------------------- | -------------------------------------------- | ------------------------------------------- |
| المساحة (كم2)                                             | 117.60 ألف                                   | 1.76 مليون                                  |
| عدد السكان (نسمة)                                         | 6.33 مليون                                   | 6.37 مليون                                  |
| الكثافة السكانية (ن./كم²)                                 | 53.83                                        | 3.62                                        |
| العاصمة                                                   | أسمرة                                        | طرابلس                                      |
| اللغة الرسمية                                             | اللغة التغرينية، اللغة العربية، لغة إنجليزية | اللغة العربية، اللغة العربية الفصحى الحديثة |
| العملة                                                    | ناكفا                                        | دينار ليبي                                  |
| الناتج المحلي الإجمالي (بليون دولار)                      | 2.61 مليار                                   | 50.98 مليار                                 |
| الناتج المحلي الإجمالي (تعادل القوة الشرائية) بليون دولار |                                              | 69.32 مليار                                 |
| الناتج المحلي الإجمالي الاسمي للفرد دولار أمريكي          |                                              |                                             |
| الناتج المحلي الإجمالي للفرد دولار أمريكي                 |                                              | 15.60 ألف                                   |
| مؤشر التنمية البشرية                                      | 0.391                                        | 0.724                                       |
| رمز المكالمات الدولي                                      | +291                                         | +218                                        |
| رمز الإنترنت                                              | .er                                          | .ly                                         |
| المنطقة الزمنية                                           | ت ع م+03:00                                  | ت ع م+02:00، توقيت شرق أوروبا               |

## منظمات دولية مشتركة
يشترك البلدان في عضوية مجموعة من المنظمات الدولية، منها:
| علم المنظمة | اسم المنظمة                        | تاريخ انضمام إريتريا | تاريخ انضمام ليبيا |
| ----------- | ---------------------------------- | -------------------- | ------------------ |
|             | مؤسسة التمويل الدولية              | 11 أكتوبر 1995       | 18 سبتمبر 1958     |
|             | منظمة حظر الأسلحة الكيميائية       | ?                    | ?                  |
|             | البنك الإفريقي للتنمية             | ?                    | ?                  |
|             | يونسكو                             | 2 سبتمبر 1993        | 27 يونيو 1953      |
|             | الأمم المتحدة                      | 28 مايو 1993         | 14 ديسمبر 1955     |
|             | الاتحاد الدولي للاتصالات           | 6 أغسطس 1993         | 3 فبراير 1953      |
|             | منظمة الشرطة الجنائية الدولية      | ?                    | ?                  |
|             | البنك الدولي للإنشاء والتعمير      | 6 يوليو 1994         | 17 سبتمبر 1958     |
|             | الاتحاد البريدي العالمي            | ?                    | ?                  |
|             | مؤسسة التنمية الدولية              | 6 يوليو 1994         | 1 أغسطس 1961       |
|             | الاتحاد الأفريقي                   | ?                    | ?                  |
|             | وكالة ضمان الاستثمار متعدد الأطراف | 10 سبتمبر 1996       | 5 أبريل 1993       |

## وصلات خارجية
- موقع وزارة الخارجية الليبية